# Un autre monde (album de Téléphone)
Pour les articles homonymes, voir Un autre monde.
Albums de Téléphone
Dure Limite
(1982) Téléphone Le Live
(1986)
Singles
1. Oublie ça
Sortie : 1984
2. Un autre monde
Sortie : 1984
3. New York avec toi
Sortie : 1985

Un autre monde est le cinquième et dernier album studio du groupe de rock français Téléphone, sorti en 1984.
Il est suivi d'une tournée qui traversera l'Europe et de quelques dates au Japon. Téléphone se sépare deux ans plus tard.

## Historique
En début d'année 1984, après la tournée de l'album Dure limite dont l'enregistrement a créé d'énormes tensions au sein du groupe, Téléphone se concentre sur le prochain album et fait appel aux services du producteur Steve Lillywhite, connu pour avoir travaillé avec U2 et Peter Gabriel. Mais celui-ci refuse après avoir rencontré le groupe lors des premières répétitions, car il aurait pressenti le groupe proche de la rupture.
Téléphone décide d'engager le producteur Glyn Johns qui a déjà travaillé avec les Beatles, les Who et les Rolling Stones. Celui-ci accepte de produire le groupe et l'invite à venir dans son studio dans le Sussex. Tout se passe bien avec Glyn Johns qui selon sa méthode habituelle, maintient le groupe « coupé du monde » sauf pour son anniversaire où Charlie Watts, Eric Clapton, Jeff Beck, Peter Townshend, Jimmy Page et John Entwistle (qui fera les cuivres sur un morceau de l'album) viennent jouer avec Téléphone.
Alors que la genèse du précédent album Dure Limite a duré plusieurs mois, le nouvel album est entièrement enregistré et mixé en quatre semaines. Le premier single extrait, Oublie ça, passe relativement inaperçu et les débuts de l'album sont difficiles ; mais poussé par le succès de Un autre monde puis celui plus moyen de New York avec toi, l'album rencontre le succès, atteignant 400 000 exemplaires la première année, puis 800 000 au total.
Lorsque le groupe jouait dans un club à Londres, un adolescent est venu les voir et leur a donné un texte en anglais qui les inspire. Ils décident de la composer et de l'enregistrer ce qui donne la chanson In Paris, qui ne sera pas sur la version française de l'album. Après l'enregistrement, le groupe poste une annonce dans les magazines musicaux anglais pour retrouver le jeune auteur de la chanson, afin de le créditer[source insuffisante]. En France, In Paris est disponible en face B du single New York avec toi.

## Liste des chansons
Toutes les paroles sont écrites par Jean-Louis Aubert, toute la musique est composée par Téléphone, sauf indication contraire.
| No  | Titre                          | Paroles         | Remarque                                  | Durée |
| --- | ------------------------------ | --------------- | ----------------------------------------- | ----- |
| 1.  | Les Dunes                      |                 |                                           | 4:10  |
| 2.  | New York avec toi              |                 |                                           | 2:23  |
| 3.  | Loin de toi (Un peu trop loin) |                 | Titre remplacé par In Paris à l'étranger. | 3:02  |
| 4.  | 66 heures                      | Louis Bertignac |                                           | 2:18  |
| 5.  | Ce que je veux                 |                 |                                           | 3:05  |
| 6.  | Le Garçon d'ascenseur          |                 |                                           | 4:56  |
| 7.  | Oublie ça                      |                 |                                           | 4:12  |
| 8.  | T'as qu'ces mots               |                 |                                           | 2:50  |
| 9.  | Le Taxi las                    |                 |                                           | 3:56  |
| 10. | Electric Cité                  |                 |                                           | 4:08  |
| 11. | Un autre monde                 |                 |                                           | 4:30  |

## Personnel

### Téléphone
- Jean-Louis Aubert : chant, guitare rythmique
- Louis Bertignac : guitare solo, chant (sur 66 heures), chœurs
- Corine Marienneau : basse, chœurs
- Richard Kolinka : batterie, percussions

### Musiciens additionnels
- John Entwistle : cuivres sur T'as Qu'Ces Mots
- Paul  « Wix » Wickens : accordéon, synthétiseur

### Production
- Glyn Johns : production
- François Ravard : management
- Dominique "Cow-Boy" Forestier : ingénieur du son

## Certifications
| Pays   | Ventes    | Certification | Date |
| ------ | --------- | ------------- | ---- |
| France | 400 000 + | Platine       | 1985 |